# Liste der Kulturdenkmäler in Herxheim am Berg
In der Liste der Kulturdenkmäler in Herxheim am Berg sind alle Kulturdenkmäler der rheinland-pfälzischen Ortsgemeinde Herxheim am Berg aufgeführt. Grundlage ist die Denkmalliste des Landes Rheinland-Pfalz (Stand: 19. Dezember 2024).

## Einzeldenkmäler
| Bezeichnung                                    | Lage                                | Baujahr                                | Beschreibung | Bild                           |
| ---------------------------------------------- | ----------------------------------- | -------------------------------------- | --- | ------------------------------ |
| Hoftor                                         | Hauptstraße, zu Nr. 7 Lage          | 1594                                   | Hoftor, Renaissancebogen, bezeichnet 1594; im Hof Portalsturz, bezeichnet 1602; an der Hausrückwand Wangen einer spätbarocken Sitzbank | BW                             |
| Hofanlage                                      | Hauptstraße 20 Lage                 | 1752                                   | repräsentativer spätbarocker Torhausbau, bezeichnet 1752, Wirtschaftsgebäude bezeichnet 1759 | BW                             |
| Hofanlage                                      | Hauptstraße 25 Lage                 | erste Hälfte des 19. Jahrhunderts      | kleine Hofanlage; Krüppelwalmdachbau der ersten Hälfte des 19. Jahrhunderts, Hoftor bezeichnet 1569 (?) oder 1599 (?) | Fotos hochladen                |
| Schul- und Wohnhaus                            | Hauptstraße 34/36 Lage              | 17. oder 18. Jahrhundert               | ehemals Schulhaus und Lehrerwohnung; barocke Baugruppe, Umbau 1852; Wohnhaus mit Mansarddach, Spritzenhaus, in der ehemaligen Ökonomie Schulsaal | BW                             |
| Torpfeiler                                     | Hauptstraße, an Nr. 35 Lage         | 16. oder frühes 17. Jahrhundert        | zwei Hoftorpfeiler, 16. oder frühes 17. Jahrhundert | BW                             |
| Protestantisches Pfarrhaus                     | Hauptstraße 38 Lage                 | späteres 18. Jahrhundert               | herrschaftlicher Mansardwalmdachbau, wohl aus dem späteren 18. Jahrhundert; mit Nr. 40 ortsbildprägend | BW                             |
| Leininger Lehnshof                             | Hauptstraße 40 Lage                 | spätes 18. oder frühes 19. Jahrhundert | ehemaliger Lehnshof der Grafen von Leiningen; spätbarocker Mansarddachbau, spätes 18. oder frühes 19. Jahrhundert, im Kern wohl älter; Wachhäuschen, 18. Jahrhundert (vom Schloss Dürkheim); Wingert; ortsbildprägend                                                      | Fotos hochladen                |
| Kriegerdenkmal                                 | Hauptstraße, Hinter den Mauern Lage | 1932                                   | Kriegerdenkmal 1914/18 und 1939/45; drei Soldaten vor Mauerecke, 1932, Erweiterung 1957 | Fotos hochladen                |
| Protestantische Pfarrkirche mit altem Friedhof | Pfaffenhof 3 Lage                   |                                        | romanischer Chorturm, gotisch überformt; barocker Saalbau, bezeichnet 1729 und 1935 (renoviert) mit mittelalterlicher Substanz; landschaftsbildprägend; Kriegerdenkmäler 1870/71 und 1914/18; barocker und spätklassizistischer Grabstein; umfriedeter ehemaliger Friedhof | weitere Bilder Fotos hochladen |
| Brunnen                                        | Pfaffenhof, vor Nr. 4 Lage          | 1858                                   | Brunnenanlage mit unterirdischem Brunnenstollen und Wasserzuführungskanal, 1858 | BW                             |
| Pfaffenhof                                     | Pfaffenhof 5/7 Lage                 | 18. oder 19. Jahrhundert               | Teil des sogenannten Pfaffenhofs; zwei Wohnhäuser mit durchlaufendem Gewölbekeller, 18. oder 19. Jahrhundert, klassizistische Torpfeiler | Fotos hochladen                |
| Brunnen                                        | Pfaffenhof, gegenüber Nr. 12 Lage   | 19. Jahrhundert                        | Brunnen, Sandsteintrog, eiserner Pumpenstock, 19. Jahrhundert | BW                             |
| Torbogen                                       | Pfaffenhof, bei Nr. 15 Lage         | 17. oder 18. Jahrhundert               | barockes Rundbogentor mit angrenzendem Spitzhäuschen | Fotos hochladen                |
| Hofanlage                                      | Speyerer Straße 7 Lage              | 1755                                   | spätbarocker Hakenhof, bezeichnet 1755; Walmdachbau, teilweise Fachwerk, verputzt | BW                             |
| Mikwe                                          | Speyerer Straße, in Nr. 17 Lage     | 1753                                   | ehemalige Kellermikwe, 1753 | BW                             |
| Hofanlage                                      | Speyerer Straße 18 Lage             | Anfang des 19. Jahrhunderts            | Hakenhof; Krüppelwalmdachbau, Anfang des 19. Jahrhunderts | BW                             |
| Winzergenossenschaft                           | Weinstraße 1 Lage                   | 1938/39                                | Winzergenossenschaft, Keller und Kelterhaus, blockhafter Walmdachbau, 1938/39, später erweitert; ortsbildprägend | BW                             |
| Spolie                                         | Weinstraße, an Nr. 22 Lage          | 1717                                   | ehemaliger Scheitelstein, bezeichnet 1717 | BW                             |
| Wappenstein                                    | Weinstraße, an Nr. 24 Lage          |                                        | Wappenrelief, Doppelwappen der Familie von Reineck (?) | BW                             |